# Kanton Montbron
Der Kanton Montbron war bis 2015 ein französischer Wahlkreis im Département Charente und in der damaligen Region Poitou-Charentes. Er umfasste 14 Gemeinden im Arrondissement Angoulême; sein Hauptort (frz.: chef-lieu) war Montbron. Die landesweiten Änderungen in der Zusammensetzung der Kantone brachten im März 2015 seine Auflösung.
Der Kanton Montbron war 236,18 km² groß und hatte 7129 Einwohner (Stand: 2012).

## Gemeinden
| Gemeinde                  | Einwohner Jahr | Fläche km² | Bevölkerungsdichte | Code INSEE | Postleitzahl |
| ------------------------- | -------------- | ---------- | ------------------ | ---------- | ------------ |
| Charras                   | 388 (2013)     | –          | – Einw./km²        | 16084      | 16380        |
| Écuras                    | 598 (2013)     | –          | – Einw./km²        | 16124      | 16220        |
| Eymouthiers               | 295 (2013)     | –          | – Einw./km²        | 16135      | 16220        |
| Feuillade                 | 292 (2013)     | –          | – Einw./km²        | 16137      | 16380        |
| Grassac                   | 312 (2013)     | –          | – Einw./km²        | 16158      | 16380        |
| Mainzac                   | 95 (2013)      | –          | – Einw./km²        | 16203      | 16380        |
| Marthon                   | 569 (2013)     | –          | – Einw./km²        | 16211      | 16380        |
| Montbron                  | 2.141 (2013)   | –          | – Einw./km²        | 16223      | 16220        |
| Orgedeuil                 | 228 (2013)     | –          | – Einw./km²        | 16250      | 16220        |
| Rouzède                   | 223 (2013)     | –          | – Einw./km²        | 16290      | 16220        |
| Saint-Germain-de-Montbron | 510 (2013)     | –          | – Einw./km²        | 16323      | 16380        |
| Saint-Sornin              | 875 (2013)     | –          | – Einw./km²        | 16353      | 16220        |
| Souffrignac               | 154 (2013)     | –          | – Einw./km²        | 16372      | 16380        |
| Vouthon                   | 426 (2013)     | –          | – Einw./km²        | 16421      | 16220        |